# Лермонтовка (Хабаровский край)
Ле́рмонтовка — село в Бикинском районе Хабаровского края в составе Лермонтовского сельского поселения.
Расположено около границы с Китаем, на Уссурийской низменности, на правом берегу реки Бира (приток Уссури), в 200 км к югу от Хабаровска, и в 49 км севернее Бикина.

## История
Село основано в 1901 году 60 семьями переселенцев с Полтавской, Киевской, Черниговской губерний России. Состоит из двух населённых пунктов — села Лермонтовка и посёлка при станции Розенгартовка. Первоначально называлось Лермонтово.

## Население
| 1915  | 1926 | 1992  | 2002  | 2010  | 2011  | 2012  |
| ----- | ---- | ----- | ----- | ----- | ----- | ----- |
| 907   | ↘853 | ↗5100 | ↘4614 | ↘3945 | ↘3934 | ↘3775 |
| 2021  |      |       |       |       |       |       |
| ↘2964 |      |       |       |       |       |       |

## Климат
- Среднегодовая температура воздуха — 2,4 °C
- Относительная влажность воздуха — 70,6 %
- Средняя скорость ветра — 2,0 м/с

Климат в Лермонтовке умеренно-холодный. Летом выпадает много осадков, а зимой — очень мало. По классификации климатов Кёппена — влажный континентальный климат с сухой зимой и тёплым летом.
| Показатель                                                              | Янв.  | Фев.  | Март  | Апр.  | Май  | Июнь | Июль | Авг. | Сен. | Окт.  | Нояб. | Дек.  | Год   |
| ----------------------------------------------------------------------- | ----- | ----- | ----- | ----- | ---- | ---- | ---- | ---- | ---- | ----- | ----- | ----- | ----- |
| Абсолютный максимум, °C                                                 | 1,7   | 9,2   | 16,0  | 29,0  | 31,7 | 36,4 | 38,8 | 36,8 | 30,8 | 26,1  | 16,1  | 6,6   | 38,8  |
| Средний суточный максимум, °C                                           | −15   | −10,5 | −0,7  | 10,4  | 18,3 | 23,2 | 26,1 | 24,8 | 19,2 | 10,6  | −2    | −12,2 | 8,0   |
| Средняя температура, °C                                                 | −19,8 | −16,1 | −6,3  | 4,8   | 12,0 | 17,5 | 21,0 | 20,0 | 13,9 | 5,3   | −6,7  | −16,7 | 2,4   |
| Средний суточный минимум, °C                                            | −24,6 | −21,6 | −11,9 | −0,8  | 5,8  | 11,8 | 16,0 | 15,3 | 8,6  | 0,0   | −11,4 | −21,1 | −2,3  |
| Абсолютный минимум, °C                                                  | −42,1 | −42,4 | −33,7 | −16,6 | −5   | 0,5  | 5,2  | 2,5  | −6,2 | −17,5 | −32,7 | −38,8 | −42,4 |
| Норма осадков, мм                                                       | 10    | 10    | 19    | 41    | 61   | 86   | 113  | 133  | 84   | 53    | 26    | 17    | 653   |
| Источник: Средние температуры и осадки, Абсолютные минимумы и максимумы |       |       |       |       |      |      |      |      |      |       |       |       |       |

## Промышленность
АО «Лермонтовское»: основной вид деятельности предприятия – разведение крупного рогатого скота (животноводство), а так же общество занимается выращиванием сельскохозяйственной продукции (соя, картофель, зерновые).

## Военные объекты
До недавнего времени в селе дислоцировались 4 воинские части. В связи с реформированием вооруженных сил, две из них были сокращены, военный городок открыли, часть жилого фонда была передана администрации села.

## Охрана
Участковый пункт полиции

## Пожарная охрана
91 ПЧ 3 ОПС Хабаровского края: деятельность по обеспечению пожарной безопасности.

## Образование
- МБДОУ детский сад № 10[9]
- МБДОУ детский сад № 17[9]
- МБОУ СОШ Лермонтовского сельского поселения.[9]
- МБОУ ДОД Детская школа искусств[9]

## Достопримечательности
- Храм во имя Архангела Михаила
- Братская могила
- Памятник погибшим Лермонтовцам

## Транспорт

### Автомобильный транспорт
Село расположено на трассе М60 «Уссури» (Хабаровск — Владивосток).

### Железнодорожный транспорт
Железнодорожная станция Розенгартовка на Транссибирской магистрали.

## Связь
- МТС
- Билайн
- МегаФон
- Yota